# Філігрань

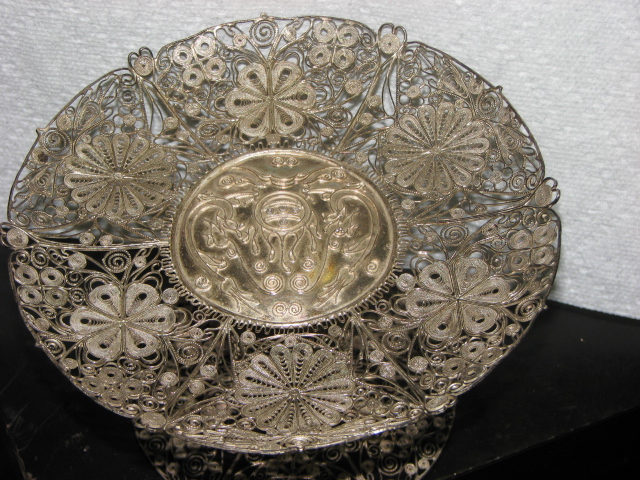
Таріль. Стерлінгова філігрань.

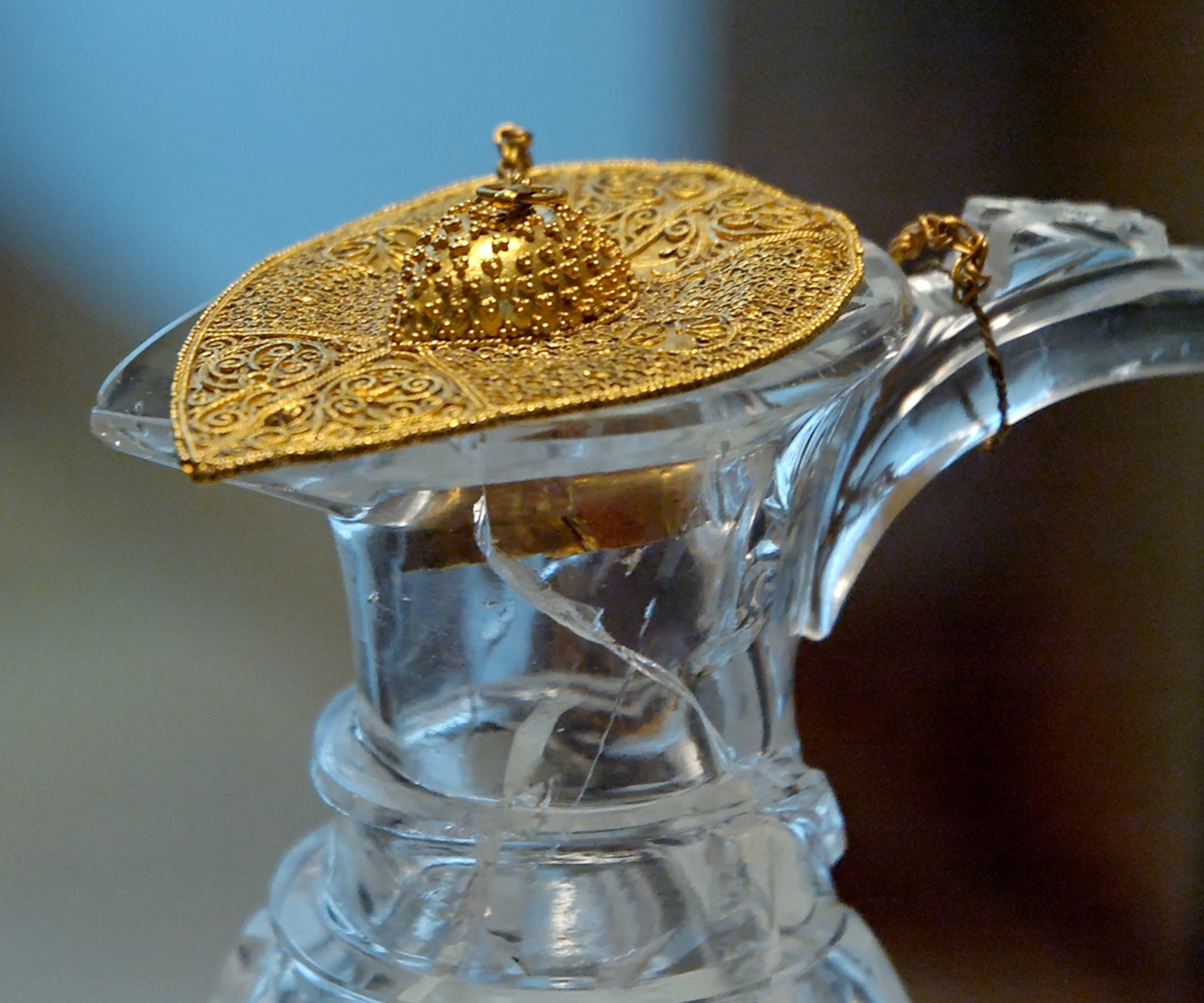
Золота філігрань (Італія, XI ст.

Філігрань (італ. filigrana, від лат. filum — нитка і granum — зерно) — ювелірний виріб з тонкого дроту, або закріплені на металевій поверхні візерунки з тонкого золотого, срібного чи мідного дроту.

## Історія
Філігрань є одним з найдавніших видів художньої обробки металу. Назва «філігрань» походить від двох латинських слів — «філюм» (нитка) і «гранум» (зерно). Давньослов'янське слово «скань» означає звити, скрутити. І ті й інші назви вказують на особливість цього виду обробки металу.
Філігрань була відома бл.2000р.до н.е. в Трої, пізніше використовувалась у Мікенах і Етрурії, була поширена також в античному мистецтві. Значного розвитку філігрань набула у середньовіччя, коли особливо славилися венеційські ювелірні вироби.
Високого розвитку філігрань набула також у Київській Русі; цікаві пам'ятки цього виду ювелірного мистецтва 10-12 стю знайдені в Києві, на території сучасних Сумської, Черкаської, Вінницької областях.
Філігранні вироби виготовлялися у великокняжих, царських, королівських чи монастирських майстернях. Майстри-сканщикі задумували вироби та здійснювали всі операції по їх виробництву. З XIX ст. вироби з філіграні вже випускалися фабриками у великих кількостях. Вони різноманітні і за призначенням і за асортиментом; дорогий посуд, церковне начиння, приналежності туалету. Технологічні прийоми досягають високої досконалості. Розквітає рельєфна ажурна філігрань, з'являється просвітчаста (віконна) емаль.

## Матеріали і техніка виконання
Елементи філігранного візерунка бувають найрізноманітнішими: у вигляді мотузочки, шнурка, плетіння, ялинки, доріжки, гладі і т. д.
У єдине ціле окремі елементи філіграні з'єднують за допомогою паяння. Часто філігрань поєднують з зерном, що являє собою металеві дрібні кульки, які напоюють у заздалегідь підготовлені заглиблення. Матеріалами для філігранних виробів служать сплави золота, срібла і платини, а також мідь, латунь, мельхіор, нейзильбер. Прикраси, виконані в техніці філіграні або з елементами філіграні дуже часто (з метою облагородження їх зовнішнього вигляду) оксидирують і сріблять. Нерідко філігрань поєднують з емаллю (у тому числі фініфтю), гравіруванням, карбуванням. Технікою філіграні можна виготовити всі без винятку види ювелірних прикрас.

## Філігрань в сучасній Україні
В Україні за радянських часів серійно філігранні вироби виготовлялися, зокрема, у експериментальному цеху Заводу столових виробів імені Т. Г. Шевченка (м. Вільнянськ, Запорізька область).